# ISU Junior Grand Prix w łyżwiarstwie figurowym 2020/2021
ISU Junior Grand Prix w łyżwiarstwie figurowym 2020/2021 – 24. edycja zawodów w łyżwiarstwie figurowym w kategorii juniorów. Rywalizacja miała rozpocząć się 9 września w Budapeszcie, a zakończyć finałem cyklu JGP w Pekinie w dniach 10–13 grudnia 2020 roku. Pierwotnie w związku z odwołaniem zawodów w Kanadzie i na Słowacji 17 czerwca 2020 roku do kalendarza zawodów dodano zawody na Łotwie. Następnie 3 lipca 2020 roku Japońska Federacja Łyżwiarska odwołała zawodu w Jokohamie. 
Ostatecznie 20 lipca 2020 roku Międzynarodowa Unia Łyżwiarska ze względu na przebieg pandemii COVID-19, problemy logistyczne, jak również utrzymujące się restrykcje dotyczące podróżowania, odwołała cykl zawodów.

## Kalendarium zawodów
| Data                              | Miejsce   | Zawody                             | Źr.   |
| --------------------------------- | --------- | ---------------------------------- | ----- |
| 26–29 sierpnia 2020               | Richmond  | JGP w Kanadzie (odwołano)          | [ 2 ] |
| 2–5 września 2020                 | Koszyce   | JGP na Słowacji (odwołano)         | [ 3 ] |
| 9–12 września 2020                | Budapeszt | JGP na Węgrzech (odwołano)         |       |
| 16–19 września 2020               | Jokohama  | JGP w Japonii (odwołano)           | [ 5 ] |
| 23–26 września 2020               | Ostrawa   | JGP w Czechach (odwołano)          |       |
| 30 września – 3 października 2020 | Taszkent  | JGP w Uzbekistanie (odwołano)      |       |
| 7–10 października 2020            | Lublana   | JGP w Słowenii (odwołano)          |       |
| 14–17 października 2020           | Ryga      | JGP na Łotwie (odwołano)           |       |
| 10–13 grudnia 2020                | Pekin     | Finał Junior Grand Prix (odwołano) |       |